# Euphorbia plebeia
Euphorbia plebeia — вид рослин із родини молочайних (Euphorbiaceae), ендемік Ірану.

## Опис
Це гола рослина 5–10 см. Листки дрібні, біля основи усічені, яйцеподібно-довгасті, гострі. Суцвіття зонтикоподібне. Квітки жовті. Період цвітіння: літо.

## Поширення
Ендемік Ірану. Населяє осипи на альпійських висотах.